# Jean-Robert Laloy
Pour les articles homonymes, voir Laloy.
Jean Robert Laloy, né le 20 septembre 1932 à Chalon-sur-Saône et mort le 27 juillet 2017 à Vichy, est un hôtelier restaurateur français.

## Carrière hôtelière
Fils d'un grand chef de cuisine, M. Jean-Félix Laloy, il apprit le métier notamment à Londres et au Danemark. Arrivé à Vichy en 1950, il s'installe au côté de ses parents à la direction de la brasserie Gambrinus, étoilée au Guide Michelin.
Après son mariage, il reprend l'Hermitage à Toulon, situé sur le Mont-Faron, dont il fait un établissement digne de son passé.
Dans les années 1970, il revient à Vichy où il devient successivement propriétaire de l'hôtel Magenta, de l'hôtel de la Paix, et de la brasserie du Casino.
Jean Robert Laloy termine sa carrière hôtelière en 2000 à la direction de l'hôtel Magenta.

## Autres fonctions
Jean Laloy fut:
- Conseiller municipal de Vichy, chargé de l'urbanisme (1971-1989)
- Délégué du Syndicat d'initiative de la ville de Vichy
- Délégué de l'Office du tourisme de la ville de Vichy
- Président du Grand Marché de Vichy
- Président du Syndicat des hôteliers
- Juge au Tribunal de Commerce de Cusset

## Distinction
- Chevalier de l'Ordre national du Mérite, 24 avril 1991

## Ouvrages
- L'Hôtellerie et le Tourisme, collection Le français et la profession, Hachette, 1993  (ISBN 9-78201020-925-3)